# Astatotilapia flaviijosephi
Astatotilapia flaviijosephi (лат.) — вид цихловых рыб из семейства Cichlidae (отряд Окунеобразные). Израиль, Иордания, Сирия.

## Описание
Максимальная длина: 12,8 см (обычная — 7 см). Пресноводные бентопелагические рыбы, обитающие в бассейне реки Иордан, озерах Кинерет и Музаириб (Muzairib). Живет на мелководье среди камней и растительности в озерах, прудах и ручьях. Самки питаются в основном личинками комаров-звонцов (Chironomidae), малощетинковыми червями и рачками-бокоплавами (Amphipoda), а рацион более крупных самцов состоит, главным образом, из брюхоногих моллюсков. Период размножения: с апреля по июль. В результате загрязнения вод вид стал редким и нуждается в охране. Внесён в Международную Красную книгу (Список МСОП) в статусе «Вымирающий вид».